# Кудара (село)
Кудара́ (Байка́ло-Кудара́, бур. Хγдэри) — село в Кабанском районе Бурятии. Административный центр сельского поселения «Байкало-Кударинское».

## География
Расположено на восточном краю дельты Селенги, на правом берегу её протоки Харауз, к северу от районного центра, села Кабанска, в 19 км по прямой и в 47 км по автодороге через селенгинский мост у села Тресково. К северу и западу от Кудары лежит дельта Селенги, в 10 км к северо-востоку — залив Провал озера Байкал. У восточной окраины села проходит региональная автодорога 03К-020 Шергино — Оймур — Заречье.

## История
Основано в конце XVII века на вотчинных землях Селенгинского Троицкого монастыря в степи Кутора (Кударинской степи). По возведённой здесь Благовещенской церкви именовалось Кудара-Благовещенье. Позднее — Кударинская слобода. Здесь находилась мирская сборная изба.
С конца XVIII века село было местом проведения ярмарочных торгов «при Байкал-море в Кударинской слободе». С этого же времени и до начала XX века село и окрестные селения стали местом ссылки недавних каторжников с Нерчинских рудников и других каторг Забайкалья.
Летом 1830 года во время наводнения на Селенге село было почти полностью затоплено. Более сильным было наводнение в августе 1869 года, но село не было затоплено. Возможно, местность вокруг села поднялась после землетрясения 1862 года.
В 1851 году в селе открылось одноклассное церковно-приходское училище (к концу XIX века — двухклассное). С 1880-х годов в селе располагалось Кударинское волостное правление. 
В период Гражданской войны в Кударе находился центр партизанского движения в низовьях Селенги (Усть-Селенгинский район). Летом 1919 года на подступах к селу был остановлен карательный отряд японских интервентов. В начале 1920 года в Кударе было сформировано два партизанских полка по 1200 человек, выдвинутых на созданный Кударинский фронт. 2 февраля 1920 года в селе в здании церковно-приходского училища прошёл Съезд делегатов 8 волостей Усть-Селенгинского района. В середине февраля полки Кударинского фронта подошли к Кабанску, где приняли бои с интервентами и белогвардейцами. Впоследствии эти части вошли в состав Народно-революционной армии  Дальневосточной республики.
Из 392 жителей села, призванных на защиту Родины, 187 погибло на фронтах Великой Отечественной войны. 208 кударинцев внесены в Республиканскую «Книгу Памяти», 136 участников войны награждены различными орденами и медалями СССР.
В 1944—1962 годах село Байкало-Кудара было центром Байкало-Кударинского района, занимавшего территорию по правобережью Селенги.
В 1962 году образован совхоз «Байкало-Кударинский», бывший до 2000-х годов основным сельхозпредприятием в селе. Функционировал также рыболовецкий колхоз «Прибайкалец».
В 2005 г. постановлением Правительства РБ село Кудара переименовано в Байкало-Кудара. 

## Религия
Известно о первой деревянной церкви Благовещения Пресвятой Богородицы, сгоревшей в 1690 году. Впоследствии в селе воздвигались ещё несколько деревянных храмов. Наконец, в 1793—1799 годах была построена каменная церковь с тремя приделами. Помимо главного Благовещенского, два других придела — во имя Иоанна Крестителя и великомученицы Екатерины. Храм является вторым, после Одигитриевского собора в Улан-Удэ, каменным церковным строением в Бурятии. В 1862 году пережил Цаганское землетрясение — обрушились только купола главного придела. В 1938 году Благовещенская церковь была закрыта. Первоначально переоборудована в сельский клуб, позже — в склад. В 1997 году зарегистрирован Благовещенский приход Бурятского благочиния Забайкальской и Читинской епархии РПЦ. Началось возрождение храма. С 2002 года в частично восстановленной церкви начались богослужения. С 2012 года — храм в честь Благовещения Пресвятой Богородицы Улан-Удэнской епархии РПЦ.

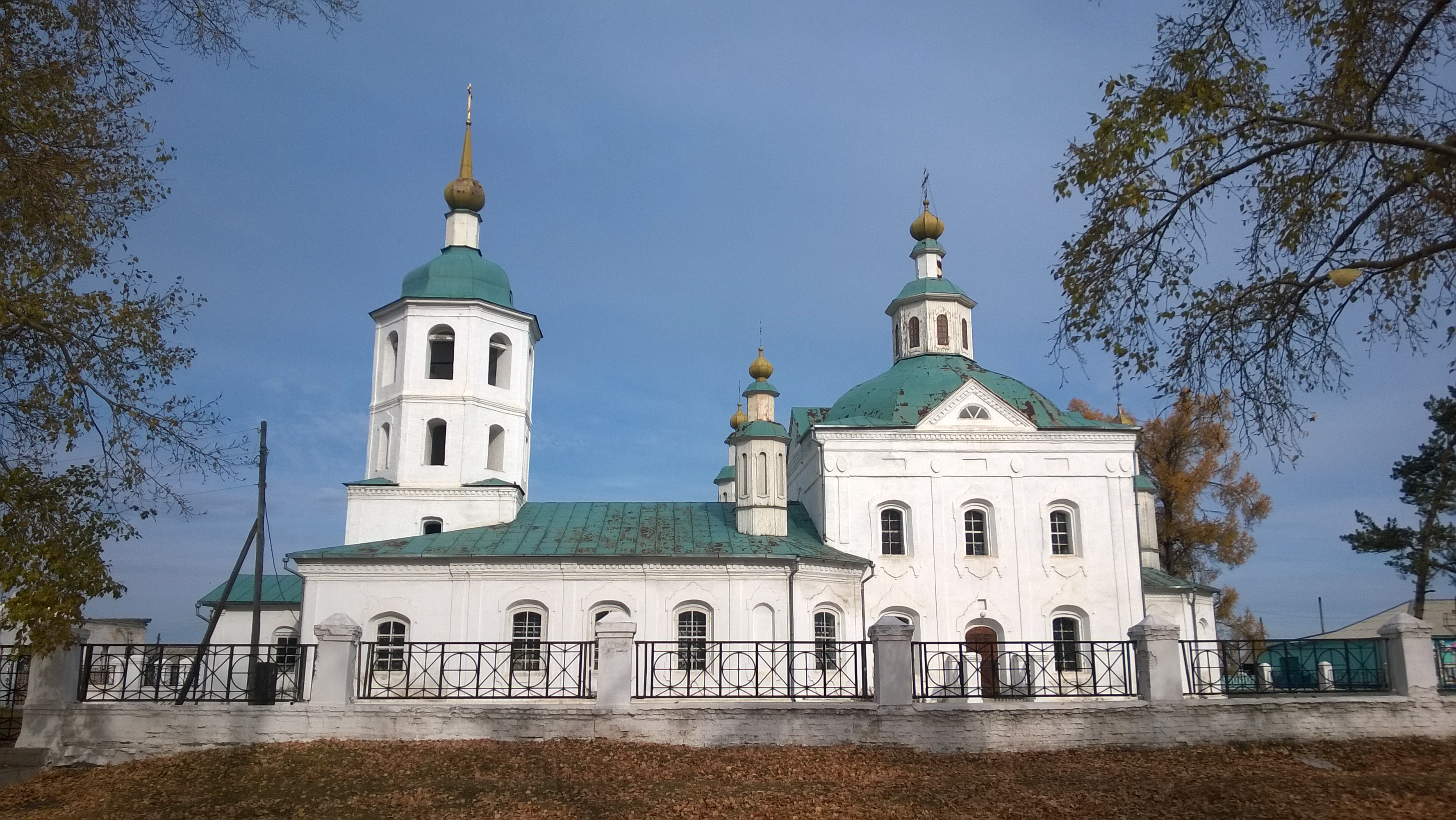
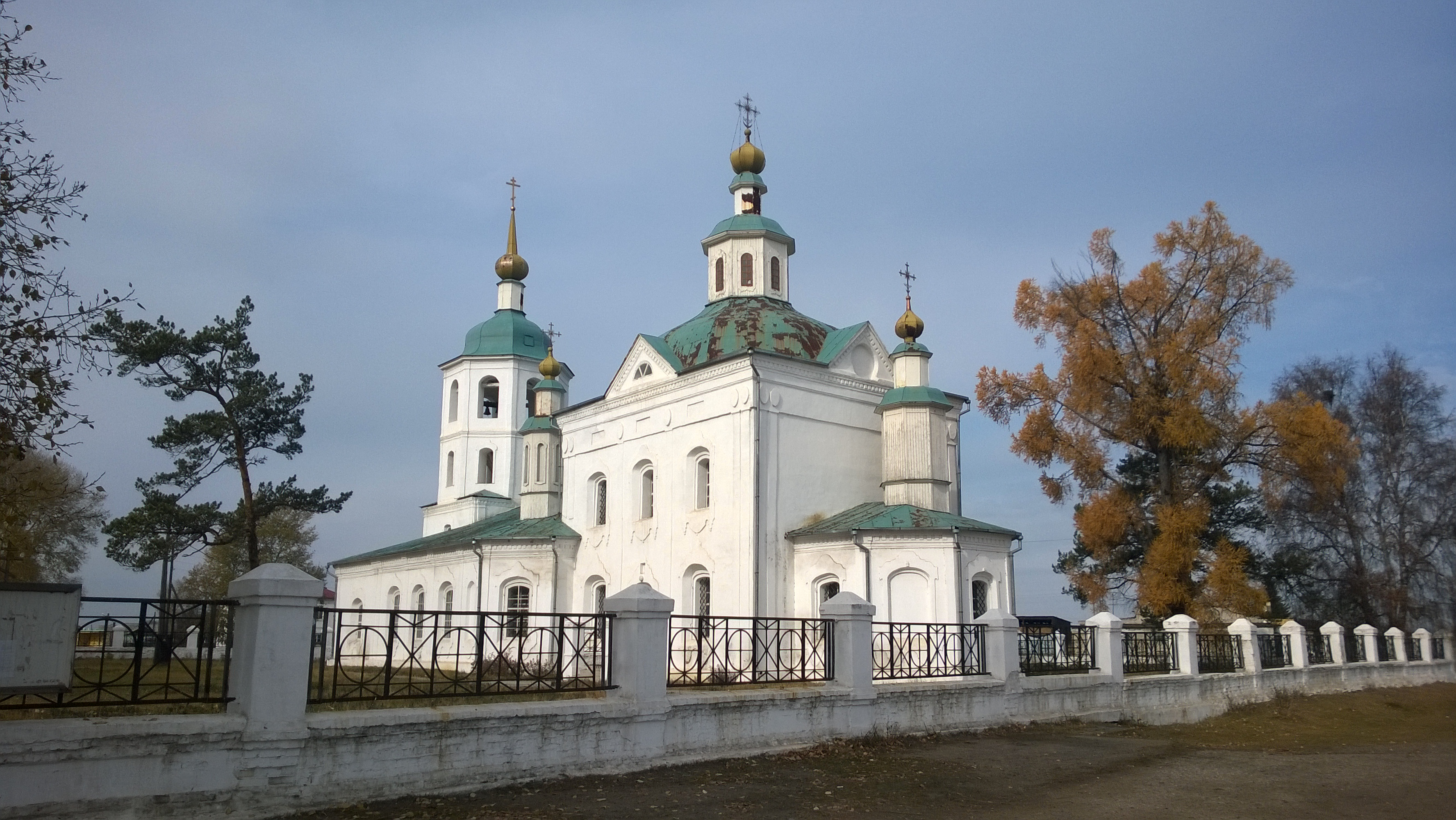
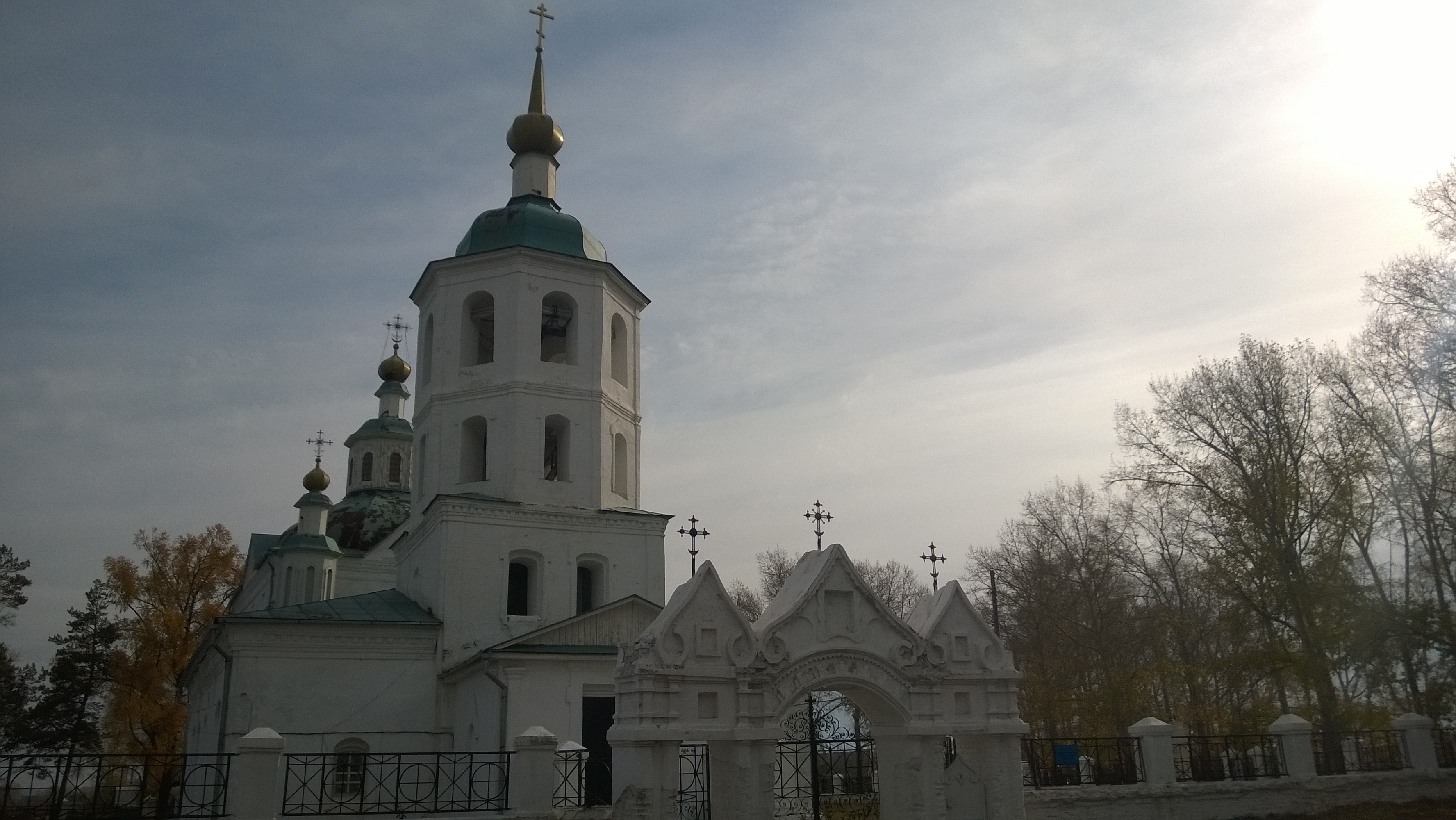

## Население
| 1959 | 2002  | 2010  |
| ---- | ----- | ----- |
| 3349 | ↘2300 | ↘2058 |

## Инфраструктура
Администрация сельского поселения, средняя общеобразовательная школа, Дом Культуры, Библиотека, Дом Детского творчества, детский сад, поликлиника и участковая больница, пожарная часть, лесничество, РЭС, Природоохранное хозяйство, почта.